# Парламентарни избори у Аустрији 1999.
Парламентарни избори у Аустрији 1999. су одржани 3. октобра 1999. и били су 21. парламентарни избори у историји Аустрије.  коју је предводио савезни канцелар Виктор Клима, као и  на челу са Волфгангом Шиселом су изгубили гласове и мандате. Иако је изгубила гласове, SPÖ је остала најјача партија у Аустрији. За разлику од ње, ÖVP је после избора у којима је освојио најмање гласова у својој историји пао по први пут на треће место најјачих партија у Аустрији. Друга најјача странка је постала  чији је председник био Јерг Хајдер. "Зелени“ су били на четвртом месту са лидером Александер Ван дер Беленом. Либерални форум на челу са Хајдеом Шмитом није успела да пређе границу од 4% колико је било потребно да уђе у парламент Аустрије, па је остала без мандата.

## Изборни резултати
| Политичка партија                                                       | гласова   | гласова  | %     | %     | број посланика | број посланика |
| Политичка партија                                                       | 1999      | ±        | 1999  | ±     | 1999           | ±              |
| ----------------------------------------------------------------------- | --------- | -------- | ----- | ----- | -------------- | -------------- |
| Социјалдемократска партија Аустрије ()                                  | 1.532.448 | -311.026 | 33,15 | -4,91 | 65             | -6             |
| Слободарска партија Аустрије ()                                         | 1.244.087 | +183.710 | 26,91 | +5,02 | 52             | +11            |
| Аустријска народна странка ()                                           | 1.243.672 | -126.838 | 26,91 | -1,38 | 52             | 0              |
| Зелени - Зелена алтернатива ()                                          | 342.260   | +109.052 | 7,40  | +2,59 | 14             | +5             |
| Либерални форум ()                                                      | 168.612   | -98.414  | 3,65  | -1,86 | 0              | -10            |
| Остале партије                                                          | 91.257    | -        | 2,0   | -     | 0              | 0              |
| Укупно                                                                  | 4.622.354 |          | 100   |       | 183            |                |
| Извори: Резултати парламентарних избора у Аустрији 1945-2002, Аустрија, |           |          |       |       |                |                |

- Од 5.838.373 регистрованих гласача на изборе је изашло 80,42%

## Последице избора
Преговори о великој коалицији између SPÖ-а и ÖVP-а која траје од 1986. су завршени неуспешно. SPÖ је одбацио захтев који је ÖVP проследио министарству финансија. ÖVP је после тога почео да преговара са Слободарском партијом. 4. фебруара 2000. образована је прва коалициона влада између Аустријске народне странке и Слободарске партије на челу са Волфгангом Шиселом који је постао први канцелар из ÖVP-а после 1970. када је канцелар био Јозеф Клаус. Шисел је такође постао и први канцелар из странке која је била тек на трећем месту по броју гласова.